# Карло Пінсольйо
Ка́рло Пінсо́льйо (італ. Carlo Pinsoglio; нар. 16 березня 1990, Монкальєрі) — італійський футболіст, воротар клубу «Ювентус».

## Клубна кар'єра
Народився 16 березня 1990 року в місті Монкальєрі. Розпочав займатись футболом у клубі «Монкальєрі», а 2000 року потрапив в академію «Ювентуса». Граючи там у 2007 році він допоміг команді виграти Молодіжний суперкубок Італії, а у 2009 і 2010 роках — Турнір Віареджо..
У заявці першої команди «Ювентуса» Карло з'явився лише одного разу, у 28 турі чемпіонату сезону 2009/10 проти «Сієни», який два основних воротарі Джанлуїджі Буффон та Александер Маннінгер пропускали через травму, тому у основі зіграв третій воротар команди Антоніо Кіменті, а на лавку запасних потрапив юний Пінсольйо.. Так і не дебютувавши в основі рідної команди, на сезон 2010/11 для отримання ігрової практики воротаря було віддано в клуб третього дивізіону «В'яреджо», після чого тривалий час також на правах оренди грав у командах Серії Б «Пескара», «Віченца», «Модена», «Ліворно» та «Латина».
Лише влітку 2017 року Пінсольйо повернувся до «Ювентуса», де став третім воротарем команди після Джанлуїджі Буффона та Войцеха Щенсного. Дебютував за туринський клуб 19 травня 2018 року в останньому матчі сезону Серії А проти «Верони», замінивши на 64-ій хвилині матчу за рахунку 2:1 Джанлуїджі Буффона, який проводив свою останню гру у футболці «Юве». Втім Пінсольйо не вдалося зберегти свої ворота в недоторканності і на 76 хвилині від пропустив гол від Алессіо Черчі. Після матчу клуб відзначив здобуття «золотого дубля», виграш чемпіонату та національного кубка. Наступного сезону Пінсольйо залишився третім воротарем «Ювентуса» після Щенсного та новачка Маттіа Періна та знову здобув титул чемпіона Італії.

## Виступи за збірні
Протягом 2008—2009 років залучався до складу молодіжної збірної Італії. На молодіжному рівні зіграв в 11 офіційних матчах, пропустив 7 голів.

## Статистика виступів

### Статистика клубних виступів
| Сезон               | Команда             | Чемпіонат           | Чемпіонат | Чемпіонат | Кубок | Кубок | Кубок | Континентальні кубки | Континентальні кубки | Континентальні кубки | Інші змагання | Інші змагання | Інші змагання | Усього | Усього |
| Сезон               | Команда             | Ліга                | Ігор      | Голів     | Ліга  | Ігор  | Голів | Ліга                 | Ігор                 | Голів                | Ігор          | Ліга          | Ігор          | Ігор   | Голів  |
| ------------------- | ------------------- | ------------------- | --------- | --------- | ----- | ----- | ----- | -------------------- | -------------------- | -------------------- | ------------- | ------------- | ------------- | ------ | ------ |
| 2010–11             | «В'яреджо»          | ПД (ІІІ)            | 25+2      | -35 + -1  | КІ-ЛП | 1     | -0    | -                    | -                    | -                    | -             | -             | -             | 28     | -36    |
| 2011–12             | «Пескара»           | B                   | 5         | -7        | КІ    | 1     | -2    | -                    | -                    | -                    | -             | -             | -             | 6      | -9     |
| 2011–12             | «Віченца»           | B                   | 3         | -7        | КІ    | 0     | -0    | -                    | -                    | -                    | -             | -             | -             | 3      | -7     |
| 2012–13             | «Віченца»           | B                   | 20        | -28       | КІ    | 3     | -5    | -                    | -                    | -                    | -             | -             | -             | 23     | -33    |
| Усього за «Віченцу» | Усього за «Віченцу» | Усього за «Віченцу» | 23        | -35       |       | 3     | -5    |                      | -                    | -                    |               | -             | -             | 26     | -40    |
| 2013–14             | «Модена»            | B                   | 36+3      | -36 + -2  | КІ    | 0     | -0    | -                    | -                    | -                    | -             | -             | -             | 39     | -38    |
| 2014–15             | «Модена»            | B                   | 40+2      | -38 + -3  | КІ    | 2     | -0    | -                    | -                    | -                    | -             | -             | -             | 44     | -41    |
| Усього за «Модену»  | Усього за «Модену»  | Усього за «Модену»  | 76+5      | -74 + -5  |       | 2     | -0    |                      | -                    | -                    |               | -             | -             | 83     | -79    |
| 2015–16             | «Ліворно»           | B                   | 36        | -45       | КІ    | 2     | -2    | -                    | -                    | -                    | -             | -             | -             | 38     | -47    |
| 2016–17             | «Латина»            | B                   | 39        | -46       | КІ    | 2     | -1    | -                    | -                    | -                    | -             | -             | -             | 41     | -47    |
| 2017–18             | «Ювентус»           | A                   | 1         | -1        | КІ    | 0     | -0    | ЛЧ                   | 0                    | -0                   | СІ            | 0             | -0            | 1      | -1     |
| 2018–19             | «Ювентус»           | A                   | 0         | -0        | КІ    | 0     | -0    | ЛЧ                   | 0                    | -0                   | СІ            | 0             | -0            | 0      | -0     |
| Усього за «Ювентус» | Усього за «Ювентус» | Усього за «Ювентус» | 1         | -1        |       | 0     | -0    |                      | 0                    | -0                   |               | 0             | -0            | 1      | -1     |
| Усього за кар'єру   | Усього за кар'єру   | Усього за кар'єру   | 205+7     | -249      |       | 11    | -10   |                      | 0                    | -0                   |               | 0             | -0            | 223    | -259   |

### Статистика виступів за збірну
| Дата       | Місто             | Господарі   | Результат | Гості     | Турнір                             | Голи | Примітки |
| ---------- | ----------------- | ----------- | --------- | --------- | ---------------------------------- | ---- | -------- |
| 8-2-2011   | Емполі            | Італія      | 1 – 0     | Англія    | Товариський матч                   | -    |          |
| 24-3-2011  | Реджо-нель-Емілія | Італія      | 3 – 1     | Швеція    | Товариський матч                   | -    | 46'      |
| 29-3-2011  | Кассель           | Німеччина   | 2 – 2     | Італія    | Товариський матч                   | -2   |          |
| 13-4-2011  | Падуя             | Італія      | 2 – 0     | Росія     | Товариський матч                   | -    |          |
| 10-8-2011  | Варезе            | Італія      | 1 – 1     | Швейцарія | Товариський матч                   | -1   |          |
| 6-9-2011   | Секешфегервар     | Угорщина    | 0 – 3     | Італія    | Кваліфікація молодіжного Євро-2013 | -    |          |
| 6-10-2011  | Вадуц             | Ліхтенштейн | 2 – 7     | Італія    | Кваліфікація молодіжного Євро-2013 | -2   |          |
| 11-10-2011 | Рієті             | Італія      | 2 – 0     | Туреччина | Кваліфікація молодіжного Євро-2013 | -    | 46'      |
| 25-4-2012  | Единбург          | Шотландія   | 1 – 4     | Італія    | Товариський матч                   | -    |          |
| Усього     |                   | Матчів      | 9         |           | Голів                              | -5   |          |

## Титули і досягнення
- Чемпіон Італії (3):

«Ювентус»: 2017-18, 2018-19, 2019-20
- Володар Кубка Італії (3):

«Ювентус»: 2017-18, 2020-21, 2023-24
- Володар Суперкубка Італії (2):

«Ювентус»: 2018, 2020